# Geo Heinrich Plate
Geo Heinrich Plate (eigentlich Georg Heinrich, * 18. April 1844 in Moskau; † 4. Februar 1914 in Neuglobsow) war ein deutscher Geschäftsmann. Von 1892 bis 1911 war er Präsident des Aufsichtsrates des Norddeutschen Lloyd.

## Familie
Plate entstammte einer alteingesessenen Bremer Kaufmannsfamilie. Sein Vater Albert Friedrich Plate war Teilhaber eines Baumwollhandels- und Assekuranzunternehmens mit Sitz in Moskau und Sankt Petersburg. Im Alter von acht Jahren kam Geo Plate gemeinsam mit seinem Bruder Johann Emil nach Bremen, wo er die Schule besuchen sollte. Er absolvierte die Handelsschule und eine kaufmännische Lehre.

## Berufstätigkeit
Plate begann seine berufliche Karriere 1864 im Unternehmen seines Vaters in einer Niederlassung auf Ceylon. 1870 kehrte er nach Bremen zurück, wo er mit seinem Bruder ein Baumwollhandelsunternehmen eröffnete. Er gehörte zu den Gründern der Bremer Baumwollbörse, deren Präsident er 1892 wurde. Im gleichen Jahr nahm er die Präsidentschaft im Aufsichtsrat des Norddeutschen Lloyd. Er setzte Heinrich Wiegand als Nachfolger des verstorbenen Johann Georg Lohmann im Amt des Direktors des Unternehmens durch. Mit Wiegand sorgte er für eine Erneuerung der Reichspostdampferflotte und setzte Akzente im Engagement der Großreederei in Ostasien und Amerika.
Plate war in der Wirtschaft Bremens und weit darüber hinaus vielfältig engagiert. So war er von 1899 bis 1903 Präses der Bremer Handelskammer. Er war unter anderem Mitglied der Aufsichtsräte der Deutschen Bank, der Bremer Vulkan, der späteren Hansa-Lloyd-Werke und der Atlas-Werke.
Von 1889 bis 1911 gehörte er dem Verwaltungsrat der Suezkanal-Gesellschaft an.
Die letzten Lebensjahre verbrachte Geo Plate auf seinem Gut bei Neuglobsow, wo er auch verstarb.

## Ehrungen
- Roter Adlerorden, 2. Klasse mit Stern
- Ehrenmitglied der Schiffbautechnischen Gesellschaft